# Haglundia
Haglundia is een geslacht van schimmels behorend tot de familie Mollisiaceae. De typesoort is Haglundia perelegans.

## Soorten
Volgens Index Fungorum bevat het geslacht acht soorten (peildatum maart 2023):
| Soortnaam              | Auteur(s)                     | Publicatiejaar |
| ---------------------- | ----------------------------- | -------------- |
| Haglundia crispula     | Aebi, Harr, E. Müll. & Ouell. | 1972           |
| Haglundia lanata       | Arendh. & R. Sharma           | 1983           |
| Haglundia magnipilosa  | Svrček                        | 1978           |
| Haglundia olivacea     | Remler                        | 1980           |
| Haglundia penyardensis | Graddon                       | 1986           |
| Haglundia rubra        | E. Müll.                      | 1977           |
| Haglundia sarmentorum  | Svrček                        | 1967           |
| Haglundia testaceorufa | (Speg.) Gamundí               | 1987           |